# Perigonica angulata
Perigonica angulata är en fjärilsart som beskrevs av Smith 1890. Perigonica angulata ingår i släktet Perigonica och familjen nattflyn. Inga underarter finns listade i Catalogue of Life.